# Ingrid Daubechies
Baronessa Ingrid Daubechies (Houthalen-Helchteren, 17 agosto 1954) è una matematica e fisica belga, conosciuta per il suo lavoro sulle wavelets nella compressione delle immagini. È stata la prima donna presidente dell'Unione Matematica Internazionale e la prima donna a ricevere il Premio Wolf per la matematica.

## Biografia
Ingrid Daubechies nasce nel 1954 a Houthalen nella provincia del Limburgo. Il padre è ingegnere e con la madre sono di sostegno alle ambizioni della figlia, che all'inizio desidera seguire le orme paterne. Nel 1980 ottiene il dottorato di fisica alla Vrije Universiteit Brussel (VUB – Università fiamminga di Bruxelles) e diventa assistente di ricerca all'università. Nel 1981 parte per un post-dottorato negli Stati Uniti, per rientrare due anni dopo a Bruxelles. Nel 1984 è nominata assistente presso il dipartimento di fisica teorica e riceve il suo primo riconoscimento, il premio Louis Empain per la fisica, un premio interuniversitario biennale, creato nel 1959 dal barone Louis Empain, e mirato agli studenti e ai giovani laureati che si dedicavano alla ricerca scientifica. Nel 1987 ritorna negli Stati Uniti per lavorare presso il centro di matematica dei Bell Laboratories nel New Jersey, sviluppando in parallelo una carriera accademica che la porta nel 1990 a lavorare per sei mesi presso l'Università del Michigan e poi l'anno dopo viene nominata professore nella facoltà di matematica della Rutgers University. Nel 1992 pubblica Ten Lectures on Wavelets e due anni dopo, grazie a questa pubblicazione ottiene il Premio Steele.

## Premi e riconoscimenti
- 1984 - Premio Louis Empain
- 1994 - Premio Steele
- 1997 - Prix Ruth-Lyttle-Satter
- 1998 - Golden Jubilee Award for Technological Innovation della Institute of Electrical and Electronics Engineers (IEEE)
- 2000 - National Academy of Sciences Medal in Mathematics, oggi chiamato Premio Maryam Mirzakhani
- 2005 - Medaglia d'oro della Accademia reale fiamminga del Belgio per le scienze e le arti[4]
- 2007 - Premio Pioneer dalla International Council for Industrial and Applied Mathematics (ICIAM)[5]
- 2016 - L'asteroide areosecante 42609 viene battezzato con il suo cognome.[6]
- 2019 - L'Oréal-UNESCO Awards for Women in Science[7]
- 2023 - Premio Wolf per la matematica per "per il lavoro sulla teoria delle onde e sull'analisi armonica applicata".[8]

## Onorificenze
- 2012 - Il re Alberto II del Belgio la nomina Baronessa.[9]